# Эстер Хандали
Эстер Хандали (тур. Esther Handali, ум. 18 или 19 декабря 1588) — османская деловая женщина еврейского происхождения. Она была влиятельной фавориткой и кирой (бизнес-агентом) Нурбану-султан, Сафие-султан и, возможно, Роксоланы.

## Биография

### Ранняя биография
Эстер Хандали, по некоторым сообщениям, была сефардской еврейкой из испанского города Херес-де-ла-Фронтера.
Она была замужем за еврейским предпринимателем Элией Хандали, который торговал драгоценностями, дорогой одеждой и косметикой для женщин гарема султана. Из-за изоляции женщин гарема от мужчин и внешнего мира, мужчины-торговцы не допускались в гарем, и сложился обычай, когда их жёны входили в гарем в качестве посредников, демонстрируя товары потенциальным покупательницам. Эти женщины часто были еврейками, которые, будучи немусульманками, не подвергались такой же гендерной сегрегации, как мусульманские женщины, и поэтому могли выступать в качестве посредников женщин гарема и в некоторых других областях. Эстер Хандали действовала в качестве агента своего супруга в его делах с гаремом, и овдовев, она взяла все торговые дела мужа на себя.
Из-за того, что несколько кир, как правило, работало одновременно в султанском гареме, и из-за того, что их имена редко записывались в документах (обычно они упоминались как просто киры или киры-еврейки), крайне трудно идентифицировать отдельных кир и отделить их друг от друга. Эстер Хандали, в частности, часто путали с Эсперансой Малхи. Когда Эстер Хандали впервые появилась в гареме неизвестно, но, возможно, она была той самой неизвестной кирой, которая, как известно, выполняла роль секретаря для Роксоланы и была упомянута в связи с Михримах-султан (хотя Стронгила также могла быть этой кирой). Таким образом, период активности Эстер Хандали пришёлся на конец или период после завершения деятельности  Стронгилы, в то время как Эсперанса Малхи появилась в гареме несколько позже.

### Кира Нурбану-султан
Достоверно известно то, что Эстер Хандали была кирой Нурбану-султан с, как минимум, 1566 года, когда Нурбану-султан стала любимой женой правящего султана. Эстер Хандали, что было обычным для киры, стала её доверенным лицом, а её задачи вскоре расширились от посредничества в приобретении товаров до посредничества в других денежных операциях, а затем и до решения других вопросов, касавшихся отношений Нурбану-султан со внешним миром.
Когда Нурбану стала носить титул валиде-султан, матери и советника правящего султана (1574-1583), собственное влияние Эстер Хандали достигло своего апогея. Ей была доверена политическая и дипломатическая переписка между Нурбану-султан и иностранными державами. Она выступала посредником между ней и Екатериной Медичи.
Нурбану-султан, как предполагается, придерживалась провенецианской политики, и Эстер Хандали выступала посредником в её контактах с Венецианской республикой, которые с 1578 года осуществлялись между венецианским послом и Нурбану-султан с Эстер Хандали в качестве посланника. Она продолжала играть роль посредника между Венецией и султанским гаремом с 1578 по 1588 год, в том числе после смерти Нурбану-султан в 1583 году, когда её связь с Венецией, по-видимому, использовалась также Сафие-султан, преемницей Нурбану-султан. В качестве награды за её службу Венецианская республика предоставила Эстер Хандали письмо с разрешением организовать лотерею в Венецианской республике в 1587 году, которое никогда раньше не предоставлялось иностранцу.
Благодаря своему положению Эстер Хандали заработала огромное состояние. Она стала известна как благотворительница еврейской общины Стамбула, особенно для вдов и сирот. Славу ей принесла помощь, оказанная ею пострадавшим и бездомным после большого пожара 1569 года.